# Unie van Malakka
De Unie van Malakka was een confederatie van de Gefedereerde Maleise Staten, een aantal niet gefedereerde staten en de Straits Settlements behalve Singapore, die als kroonkolonie onder direct Brits bestuur stond. Het was de opvolger van Brits Malakka en werd gevormd om de administratie van de Britse kolonies op het schiereiland Malakka te vereenvoudigen.